# 阪急610系電車

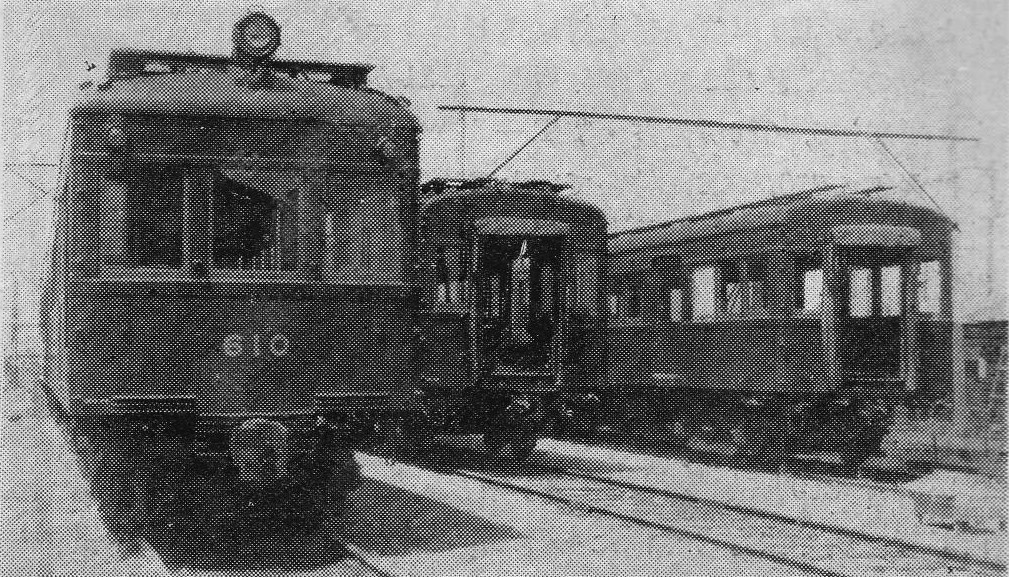
610（1953年）

阪急610系電車（はんきゅう610けいでんしゃ）は、かつて京阪神急行電鉄及び阪急電鉄に在籍した小型の通勤形電車である。宝塚線用として、老朽化した木造電車の車体更新の名目で1953年から1956年にかけて36両が製造され、宝塚線の輸送力増強に大きく貢献した。

## 610系登場の背景
第二次世界大戦後の輸送需要の急増に伴って、小型車しか入線できなかった宝塚線においても車両の大型化が急務となった。1951年より大型車の運転を可能にするための規格向上工事を行い、1952年3月より810系と600系で大型車の運転が開始された。引き続き小型車の大型化が進められ、51形など木造車の不燃化を図るため、車体を新製して台車・電気品を流用した上で改造名目での新造により1953年に登場したのが610系である。
610系の製造は小型車の改造名義で行われ、51形の木造車34両と1形の2両の計36両が対象となった。台車・電気品等を380形・500形に転用し、捻出した機器類を流用の上、新製した車体と組み合わせる手法で行われた。小型車の機器流用のため車体長は15mと短いが、宝塚線の規格向上工事が完了したことで大型車並みの車体幅を確保した中型車となった。車体にも新たな軽量化技術を採用したことで、輸送力増強とともに新車並みのサービス提供が可能となった。

## 車両概要

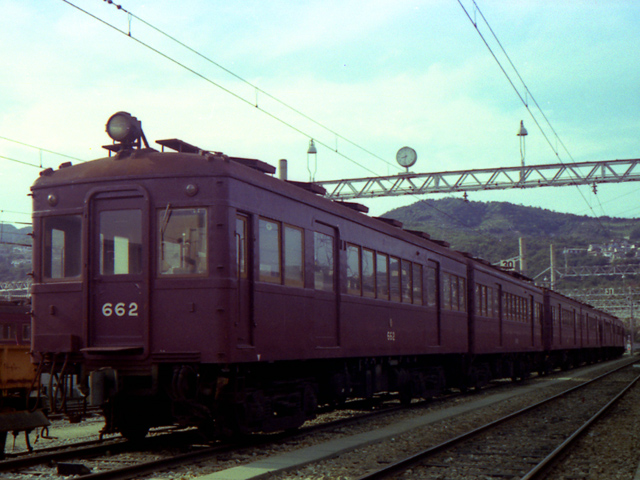
能勢電鉄譲渡前の662（1978年 平井車庫）

本形式は、1形のうち電動車として残っていた7・8の2両と、51形のうち先に鋼体化改造を実施されていた51・78の2両を除く34両を種車に、片運転台の制御電動車610形13両、阪急初の中間電動車630形10両、片運転台の制御車660形13両で構成されていた。
車体幅こそ阪急標準車体寸法と同じ2.75mに拡大されたものの、本形式が履くこととなった380形及び500形の住友金属工業製鋳鋼台車の心皿負担荷重の関係で、車体長は小型車並みの約15mとなった。このため、鉄道雑誌の解説などで、「51形が380・500形に生まれ変わり、380・500形が大型化された」と書かれていることもある。また、本形式は大型車の車体幅と小型車の車体長を併せ持つ車両として、阪急社内では中形車と呼ばれるようになった。
車体は、先に登場した810系をベースにナニワ工機で新造した全鋼製車体であり、車体幅は2.75mで車体長は約15mとなったのは前述のとおりである。側面窓配置は先頭車の610形及び660形がd1(1)D6D(1)2（d：乗務員扉、D：客用扉、(1)：戸袋窓）、中間車の630形が2(1)D6D(1)2である。前面は阪急標準の3枚窓で、中央頭部に前照灯を、左右幕板部には尾灯を取り付けて、左右の車体裾部にはアンチクライマーを装備している。
610・660の2両は前面非貫通であるが、611・661以降は貫通型に戻っている。貫通車グループの前面窓の支持には阪急では珍しくHゴムを多用していた。室内灯は白熱灯であったが、1956年3月に登場した最終増備車の621-671・622-672の2本については蛍光灯に変更されている。
台車及び電装品であるが、前述のとおり380形及び500形に種車の51形から流用のブリル27MCB-2台車やボールドウィンBW-78-25AA台車、主電動機はゼネラル・エレクトリック社製GE-263、制御器はPC-5を回し、本形式には玉突きで380形・500形が従来装備していた住友金属工業製鋳鋼台車を履き、主電動機は芝浦製作所製SE-121E及びGE製GE-240A等を610形には4基、630形には2基搭載し、制御器は電空カム軸式の芝浦83-PC-1及びGE製PC-12を装備したことから、実際には書類上の種車の主要機器を直接利用していない。
駆動方式は吊り掛け式であるが、最初に登場した610-620-630-660の4両編成のうち630はWN平行カルダン駆動方式、620は直角カルダン駆動方式の試験車となった。このうち、620が履いていた東芝製TT-5台車とモーターについては1956年3月に登場した最終増備車の621に、630のモーター及び電装品は622に換装されている。
本形式は、車体長は約15mと短かったが、車体断面は阪急標準車体寸法と同一であったことから、810系を小型化した均整の取れた形態に仕上がっていた。
610系と種車の新旧車番対照は下表のとおりで、種車については表中の地色をオレンジ色にしている。なお、620号については脚注のとおり。
| 新/旧  | ← 梅田宝塚・箕面 → | ← 梅田宝塚・箕面 → | ← 梅田宝塚・箕面 → | ← 梅田宝塚・箕面 → | 改造年月 |
| 新形式 | 610 (Mc)           | 630 (M)            | 630 (M)            | 660 (Tc)           |          |
| 新     | 610                | 620-1              | 630                | 660                | 1953.8   |
| 旧     | 53                 | 59                 | 61                 | 79                 | 1953.8   |
| 新形式 | 610 (Mc)           | 660 (Tc)           | 610 (Mc)           | 660 (Tc)           |          |
| 新     | 611                | 661                | 612                | 662                | 1953.11  |
| 旧     | 58                 | 80                 | 60                 | 68                 | 1953.11  |
| 新     | 613                | 663                | 614                | 664                | 1954.2   |
| 旧     | 62                 | 82                 | 70                 | 85                 | 1954.2   |
| 新     | 615                | 665                | 616                | 666                | 1954.12  |
| 旧     | 55                 | 65                 | 52                 | 74                 | 1954.12  |

| 新/旧  | ← 梅田宝塚・箕面 → | ← 梅田宝塚・箕面 → | ← 梅田宝塚・箕面 → | ← 梅田宝塚・箕面 → | 改造年月 |
| 新形式 | 610 (Mc)           | 630 (M)            | 630 (M)            | 660 (Tc)           |          |
| 新     | 617                | 632                | 633                | 667                | 1955.4   |
| 旧     | 69                 | 83                 | 84                 | 73                 | 1955.4   |
| 新     | 618                | 634                | 635                | 668                | 1955.7   |
| 旧     | 57                 | 7                  | 8                  | 76                 | 1955.7   |
| 新     | 619                | 636                | 637                | 669                | 1955.9   |
| 旧     | 56                 | 81                 | 86                 | 66                 | 1955.9   |
| 新     | 620-2              | 638                | 639                | 670                | 1956.2   |
| 旧     | 72                 | 64                 | 67                 | 88                 | 1956.2   |
| 新形式 | 610 (Mc)           | 660 (Tc)           | 610 (Mc)           | 660 (Tc)           |          |
| 新     | 621                | 671                | 622                | 672                | 1956.3   |
| 旧     | 63                 | 75                 | 71                 | 87                 | 1956.3   |

## 登場 - 昇圧改造まで

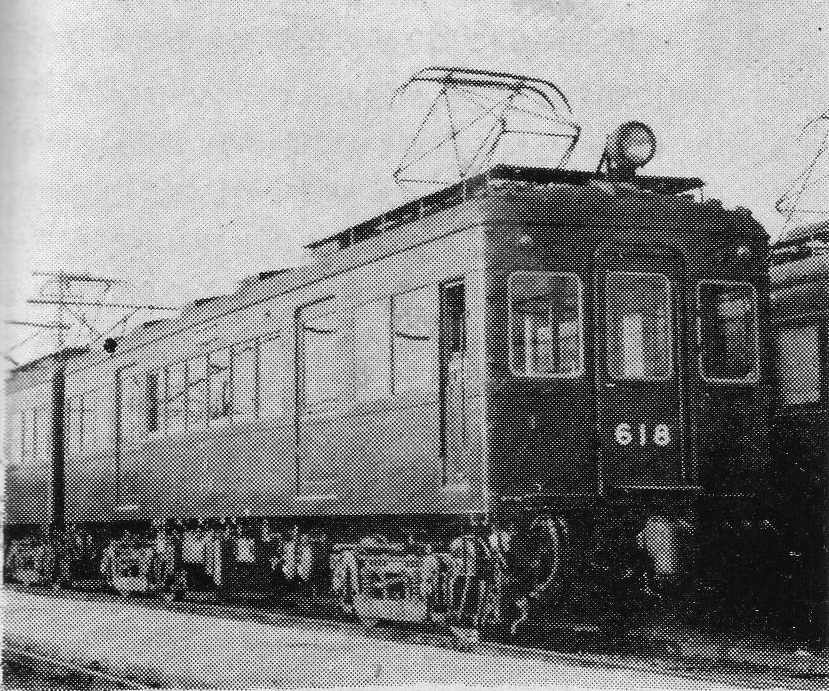
618

本形式は、1953年8月に登場した610-620-630-660の第一編成を皮切りに順次就役、宝塚線及び箕面線において急行から普通までの全列車種別に充当された。
本形式は改造車ゆえに車両数に変化はなく、車体長は小型車並みの15mでも、車体幅は阪急標準車体寸法を採用して2.75mの幅広車体となったことから、定員は610形及び660形で110人、630形では115人と、種車の51形の90 - 99人、300形から550形までの92人を上回った。また編成当たりの定員も4両貫通編成で450人、2両編成×2本の4両編成で440人と、本形式の4両編成で小型車5両編成並みの輸送力を確保するとともに、老朽木造車の淘汰で安全性の向上、輸送力の増強と体質改善に大きく寄与した。こうして、本形式は宝塚線の主力車として大型車の810・600系、小型車の300・320・380・500・550の各形式とともに運用された。
1956年2月に発生した庄内事件の直後の3月に本形式は全編成就役、宝塚線から51形木造車が姿を消した。その後も宝塚線の輸送力増強は推進され、小型車に続いて本形式の5両編成運行も開始された。このときは4両貫通編成から630形を1両抜いて2両編成の中間に組み込み、3両+2両で5両編成を組成している。また、4両貫通編成の中間電動車を2両とも抜いた2連が箕面線を走ることもあった。
1957年に登場した1200系への機種流用に際しては、660形のうち、663,664,670の3両を除く10両のH-5-イ台車を300形から捻出されたブリル27MCB2に履き替え、H-5-イ台車を550形Mc車及び920系の制御車である950形の一部の車両に転用した。
1960年代に入り宝塚線の6両編成化が進行すると再び3両化されていた4両貫通編成をもとの4連に戻し、4+2の6両編成で運用されるようになった。このとき、非貫通の610及び660が常時先頭に出るように編成の組み換えが行われている。また、この時期になると1100系や2100・2021系の増備や神戸線からの920系の転属に伴って本形式が急行運用に投入される機会は減っていたが、箕面線直通の準急運用や普通運用ではまだまだ主力として運用されており、1963年12月のダイヤ改正で小型車の宝塚線本線運用が消滅した後も、本形式は大型車に混じってこれらの運用に充当された。

## 1500V昇圧化後
1960年代後半の神宝線の架線電圧1500Vへの昇圧は、小型車は原則対象外であったが、610系は改造対象となった。主電動機など電気機器は新製され、600系と同性能となった。モーターは東芝SE-197、制御器は東芝MM-26-Aをそれぞれ搭載するとともに、従来モーター2基搭載であった630形のうち630 - 635についてはモーターを4基搭載することとしたが、636 - 639については電装を解除した。併せて、669・670・672の3両は運転台を撤去され、付随車化された。その後、宝塚線昇圧に伴って廃車された550形のH-5-イ台車を再び672を除く8両のブリル27MCB-2台車と換装したほか、時期は不明であるが620のTT-5台車と670のH-5-イ台車の振替を実施した。
また、ATS・列車無線の導入時には、列車無線取り付け対象から外された600形を中間に組み込むこととなり、性能は同一ながらも製造年月も全長も扉数も違う、重厚な車体の600形と軽快な本形式とのアンバランスな編成が見られるようになった。
昇圧後は今津線や伊丹線に移動した。移動後の610系は90・96・320・380・500の各形式の代替及び輸送力増強用ととなり、1964年から西宮車庫への転属が開始され、1966年度中に全車宝塚線を去った。

## 能勢電転出から廃車まで

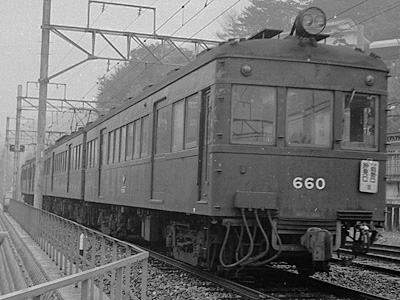
660

600形全廃後の1975年頃から、5100系や6000系の増備に伴い、920系や800系などの大型旧型車が今津線や伊丹線などへ転出を開始した。これに伴い、小型で収容能力の劣る本形式は休車になる車両が発生し始め、伊丹線での運用を最後に、1977年11月をもって阪急電鉄における運用を終了した。
この頃、能勢電気軌道では、先に阪急から転入した320・380・500の各形式で1975年から5両編成による運行を開始していた。さらに、1978年の日生線開業による乗客増加に対応するため、まだ車齢が若く、架線電圧1500Vから600Vへの降圧対応など一部の改造のみで入線可能な本形式の譲受を検討し、能勢電軌側の施設改造工事が一段落した1977年から同社への譲渡が開始された。同年4月に4両編成3本が入線したのを皮切りに、1982年までに4両編成8本の合計32両が入線した。
| ← 妙見口・日生中央川西能勢口 → | ← 妙見口・日生中央川西能勢口 → | ← 妙見口・日生中央川西能勢口 → | ← 妙見口・日生中央川西能勢口 → | 入線年月 |
| 610 (Mc)                       | 630 (M)                        | 630 (M)                        | 660 (Tc)                       | 入線年月 |
| 617                            | 611                            | 635                            | 660                            | 1977.4   |
| 619                            | 622                            | 634                            | 667                            | 1977.4   |
| 620                            | 618                            | 632                            | 668                            | 1977.4   |
| 621                            | 613                            | 633                            | 671                            | 1977.7   |
| 610                            | 630                            | 631                            | 661                            | 1979.3   |
| 615                            | 614                            | 639                            | 665                            | 1980.8   |
| 616                            | 636                            | 637                            | 666                            | 1980.9   |
| 612                            | 640                            | 638                            | 662                            | 1982.4   |

譲渡に際しては、能勢電鉄線内に勾配区間が多く存在することから、昇圧時に付随車化されていた636 - 639の4両を600形が使用していた電気機器を使用して電動車に復帰させ、制御車の664も電装されて640に改番、中間に組み込まれた610形については番号はそのままで運転台機器が撤去され中間電動車化された。編成については右表の通り。
この時点では阪急側に669・670・672の3両が残っていたが、この3両も1983年4月に能勢電鉄へ譲渡され、最終的には1977年8月に廃車解体された663号車を除く35両が譲渡された。この3両は能勢電鉄で初の付随車として譲渡され、新形式の650形650 - 652に改番された後、一部の編成に組み込まれて5両編成運用に充当された。このうち、652 (旧672) についてはブリル27MCB2台車を663のH-5-イ台車に換装している。1982年にはATSが取り付けられ、能勢電鉄譲渡時に撤去されたATSを再度装備するようになった。
| ← 妙見口・日生中央川西能勢口 → |         |         |         |          |
| 610 (Mc)                       | 650 (T) | 630 (M) | 630 (M) | 660 (Tc) |
| 610                            | 650     | 630     | 631     | 661      |
| 617                            | 651     | 611     | 635     | 660      |
| 620                            | 652     | 618     | 632     | 668      |
| 612                            | 653     | 640     | 638     | 662      |
| 615                            | 654     | 614     | 639     | 665      |
| 616                            | 655     | 636     | 637     | 666      |
| 619                            | 656     | 622     | 634     | 667      |

1983年以降に入線した、1500系6編成と1000系第1編成が増備された直後の1987年2月に、大型車4両編成と輸送力を揃えるため、621-613-633-671の4両が電装解除・付随車化のうえ653 - 656に改番され、他の4両編成に挿入して全編成が5両編成化された。編成については右表のとおり。
非冷房車の610系は、5両編成に増強されることで輸送力こそ大型車と大差はなくなった。しかし、能勢電鉄初の冷房車である1500系の増備が進むにつれて、廃車が進んだ320･500形に代わってラッシュ時中心の運用に移行してゆき、1988年の1000系第2編成就役後は、昼間時の運用は大型車でまかなえることから、本線ではほぼラッシュ時のみの運用となった。さらに1700系の登場により1990年から廃車が開始され、最後まで残った610-650-630-631-661の5両編成で1992年4月19日にさよなら運転を実施、同編成が5月18日付で廃車されたことで、本形式は宝塚線と神戸線の支線区に続く三度目の車両大型化への中継ぎ役を果たして全車姿を消した。
本形式の全廃に伴って、能勢電鉄の車両大型化及び100%冷房化が達成された。